# Ейшу
Е́йшу (порт. Eixo; МФА: [ˈɐj.ʃu]) — колишня парафія в Португалії, в муніципалітеті Авейру. Перебувала у складі округу Авейру.  Входила до регіону Центр. За старим адміністративним поділом, що був чинним до 1976 року, територія парафії належала провінції Берегова Бейра.  Ліквідована 28 січня 2013 року. Увійшла до складу парафії Ейшу і Ейрол. Площа парафії — 15,99 км², населення — 5571 ос. (2011), густота населення — 348,41 осіб/км²
. Патрон — святий Ісидор. Поштовий індекс — 3800. Код  — 010504.

## Назва
- Е́йшо (ст.-порт. Eixo) — старопортугальська назва.
- Е́йшу (порт. Eixo) — сучасна португальська назва.

## Географія

Авейру (2013)
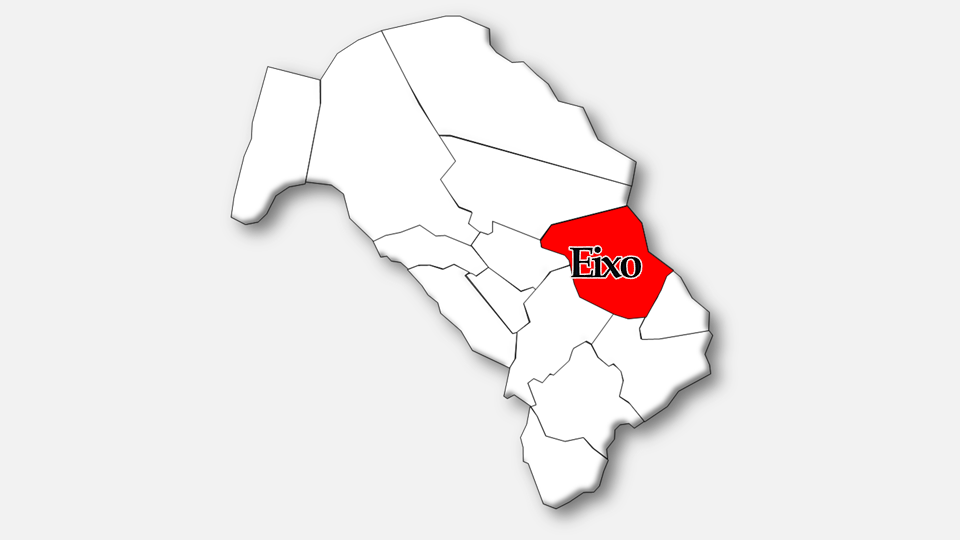
Ейшу

### Місцевості
- Алагуела (порт. Alagoela, МФА: [ɐ.ɫɐ.gu.ˈe.ɫɐ])
- Арружу (порт. Arrujo, МФА: [a.ˈʁu.ʒu])
- Сеньора-да-Граса (порт. Senhora da Graça, МФА: [sɐ.ˈɲo.ɾɐ dɐ ˈgɾa.sɐ])

## Населення
| Кількість мешканців | Кількість мешканців | Кількість мешканців | Кількість мешканців | Кількість мешканців | Кількість мешканців | Кількість мешканців | Кількість мешканців | Кількість мешканців | Кількість мешканців | Кількість мешканців | Кількість мешканців | Кількість мешканців | Кількість мешканців | Кількість мешканців |
| ------------------- | ------------------- | ------------------- | ------------------- | ------------------- | ------------------- | ------------------- | ------------------- | ------------------- | ------------------- | ------------------- | ------------------- | ------------------- | ------------------- | ------------------- |
| 1864                | 1878                | 1890                | 1900                | 1911                | 1920                | 1930                | 1940                | 1950                | 1960                | 1970                | 1981                | 1991                | 2001                | 2011                |
| 1.663               | 1.515               | 1.545               | 1.617               | 1.681               | 1.723               | 2.076               | 2.084               | 2.271               | 2.551               | 2.795               | 3.773               | 3.749               | 5.253               | 5.571               |